# 横沙駅
横沙駅（おうさえき、中文表記: 横沙站、英文表記: Hengsha Station）は、中華人民共和国広東省広州市白雲区に位置する広州地下鉄6号線の駅。

## 駅構造
相対式ホーム2面2線の高架駅。

## 沿革
2013年12月28日：開業。

## 隣の駅
■6号線
潯峰崗駅 - 横沙駅 - 沙貝駅